# 马耶 (阿列省)
马耶（法語：Maillet）是法国阿列省的一个旧市镇，属于蒙吕松区。该市镇2009年时的人口为319人。
马耶已于2016年1月和相邻的另外2个市镇合并成为"上博卡日"（法語：Haut-Bocage），并成为政府驻地。

## 人口
马耶人口变化图示
| 数据来源：INSEE |